# São João (Lajes do Pico)
São João es una freguesia portuguesa del concelho de Lajes do Pico, con 32,31 km² de superficie y 486 habitantes (2001). Su densidad de población es de 15,0 hab/km².